# Long Cours
Pour les articles homonymes, voir Long cours (homonymie).
Long Cours est une revue trimestrielle créée en 2012 par le Groupe Express-Roularta qui mêle littérature et grand reportage. La publication cesse en 2014 après 7 numéros puis reprend en 2016 en partenariat avec Le Point, et le numéro 8 est publié le 7 juillet 2016. En 2018, le fondateur de la revue annonce que la publication reprend en coédition avec le groupe Humensis.

## Ligne éditoriale
Pratiquant un journalisme d'enquête et au long cours, la revue veut mettre en avant des sujets rarement traités ou négligés par les médias. Ses deux cents pages alternent récits photos, nouvelles inédites, enquêtes, récits graphiques et carnets de voyage, pour donner à voir, à comprendre et à traiter l'actualité sous un angle original. La rédaction est dirigée par Tristan Savin, écrivain, journaliste, collaborateur du magazine Lire. 
Des écrivains-voyageurs, des romanciers et des grands reporters collaborent à la revue, tels Jean-Christophe Rufin, Roberto Saviano, Sylvain Tesson, Douglas Kennedy, Olivier Weber, William Boyd, Philippe Djian, Alaa El Aswany, Jim Fergus, Mathias Enard, Jerome Charyn, François Garde, Hubert Prolongeau, Gérard Chaliand, Cédric Gras et Gilles Lapouge. 
La revue est distribuée en kiosques et librairies.